# Бенчмарк (фінанси)
Бенчмарк (від англ. benchmark — орієнтир, еталон) на фінансових ринках — показник, що використовується для оцінки стану ринку або його сегментів. Найчастіше в ролі бенчмарків виступають фондові індекси. У більш широкому сенсі, бенчмарком може виступати ціна на ключовий товар експорту або імпорту.

## Використання
Порівняння динаміки руху бенчмарків різних ринків дозволяє виявити ринки і сектори з більш високою швидкістю зростання або падіння й ухвалити рішення про покупку або продаж відповідних активів.
Бенчмарк може використовуватися для аналізу ефективності управління пайового інвестиційного фонду. Найчастіше порівнюють дохідність фонду з показником зростання національного фондового індексу. Для США бенчмарком служать індекс Доу-Джонса, S&P 500 та індекси NASDAQ. Останнім часом набули популярності індексні Піфи, які прагнуть повторити структуру і дохідність обраного індексу. Іноді керуюча компанія починає самостійно розраховувати відповідний індекс-бенчмарк на основі декларованої спрямованості портфеля фонду. Порівняння реальної прибутковості фонду з потенційною прибутковістю, яку показує бенчмарк, дозволяє судити про ступінь ефективності управління в тому чи іншому фонді.